# Robert Giguère
Pour les articles homonymes, voir Giguère.
Robert Giguère (né le 9 mars 1616 à Tourouvre dans l'Orne, mort en août 1709), fut un des pionniers en Nouvelle-France, un des fondateurs de Sainte-Anne-de-Beaupré au Québec.
La première mention officielle de Robert Giguère au Canada est le 21 février 1651, quand il reçut en concession des terres du sieur Oliver Le Tardif. Localisé à Beaupré, le don consistait en cinq arpents le long du fleuve Saint-Laurent, en plus de la rente annuelle de 20 sols et 12 deniers par arpent. En échange, il fallait que Robert y établisse résidence. Si Giguère fut  en position d'accepter ces conditions, on peut supposer qu'il était là depuis un certain temps, connaissait les ressources et le climat et qu'il était prêt à s'établir.

## Mariage
Le 2 juillet 1652 dans la Cathédrale Notre-Dame de Québec, Robert Giguère maria Aymée Miville. Il avait 36 ans et elle, 17. Il était fréquent en ces temps reculés que les hommes se marient après 30 ans, et les femmes avant 20 ans. Elle était la fille de Pierre Miville dit Le Suisse, qui était un soldat mercenaire en service dans la garde personnelle du Cardinal Richelieu. Le mariage fut célébré par le Père Joseph Poncet, avec comme témoin Jean de Lauzon, le gouverneur de la Nouvelle-France. C'était un grand honneur et l'indication du respect commandé par Robert Giguère dans la communauté. En 1680, Robert et Aymée furent confirmés à Château-Richer par Monseigneur François de Laval, devenu le premier évêque de Québec en 1674.

## Derniers moments

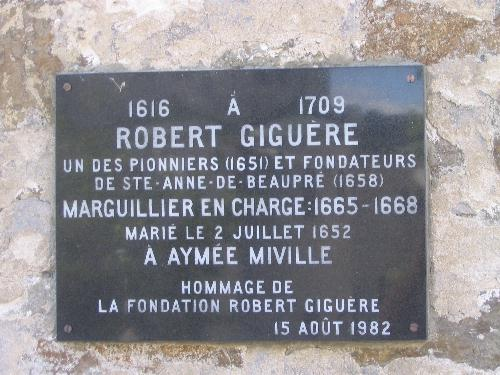
Plaque honorifique sur l'église de Sainte-Anne-de-Beaupré.

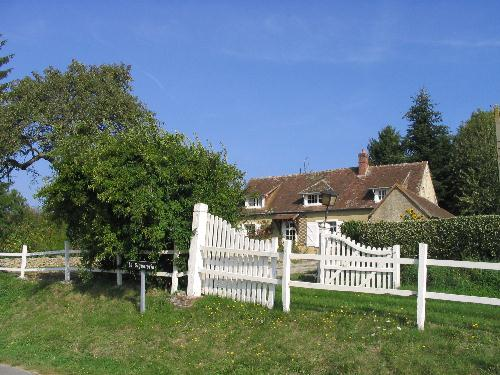
La Giguerie.

Respecté dans la communauté, Robert donna des terres pour la Basilique de Sainte-Anne-de-Beaupré. Au cours de cette même période, il était marguillier de sa paroisse et en tenait rigoureusement les comptes. On le considère d'ailleurs comme un des fondateurs de Sainte-Anne-de-Beaupré. La plupart des historiens pensent qu'il mourut en août de 1709 à l'âge vénérable de 93 ans et 5 mois. Sa femme Aymée Miville mourrait 3 ans plus tard, le 10 décembre 1712.
Comme il n'y a pas de descendants de Robert Giguère à Tourouvre, un des seuls signes de son passage est un lieu qui s'appelle La Giguerie.
Même disparues du Perche, grâce à Robert Giguère, des milliers de personnes nommées Giguère, dont le fameux joueur de hockey Jean-Sébastien Giguère, se retrouvent aujourd'hui à travers l'Amérique du Nord.

## Anecdote
Un des fils de Robert Giguère, Jean-Baptiste, a sans doute été impliqué dans le feu de Schenectady en 1690. Il a pu y opérer comme pisteur. Selon Monseignat, le secrétaire du gouverneur Louis de Buade de Frontenac dans ses relations du massacre de Schenectady : « Un Canadien nommé Giguère, parti avec neuf Indiens en reconnaissance, retourna en disant qu'il était en vue de Schenectady ». Dans son livre, Un Giguère à la guerre avec Iberville (Pierre Le Moyne d'Iberville), Georges-Émile Giguère présente des arguments qui démontrent que ce Giguère mentionné était le fils de Robert. Jean-Baptiste serait aussi du nombre des constructeurs de Fort Détroit.

## Graphies du nom Giguère
Voici quelques-unes des variations du nom Giguère en usage en Amérique : Giddière, Gidier, Gignier, Gignière, Giguair, Giguaire, Giguèr, Giguèrre, Giguèrres, Giguert, Giguet, Giguery, Giguir, Gidière, Giguiar, Giguier, Giguière, Giguières, Giguièrres, Giguère, Giguir, Gigyere, Jigger, etc.